# Кошут, Жужанна
Жужанна «Жужа» Э́ржебет (Элизавета) Паулина Кошут (венг. Kossuth Zsuzsanna „Zsuzsa“ Erzsébet Paulina, 19 февраля 1817, Шаторальяуйхей, Боршод-Абауй-Земплен — 29 июня 1854, Нью-Йорк, Нью-Йорк) — венгерская медицинская сестра, героиня революции 1848—1849 годов в Венгрии.

## Биография

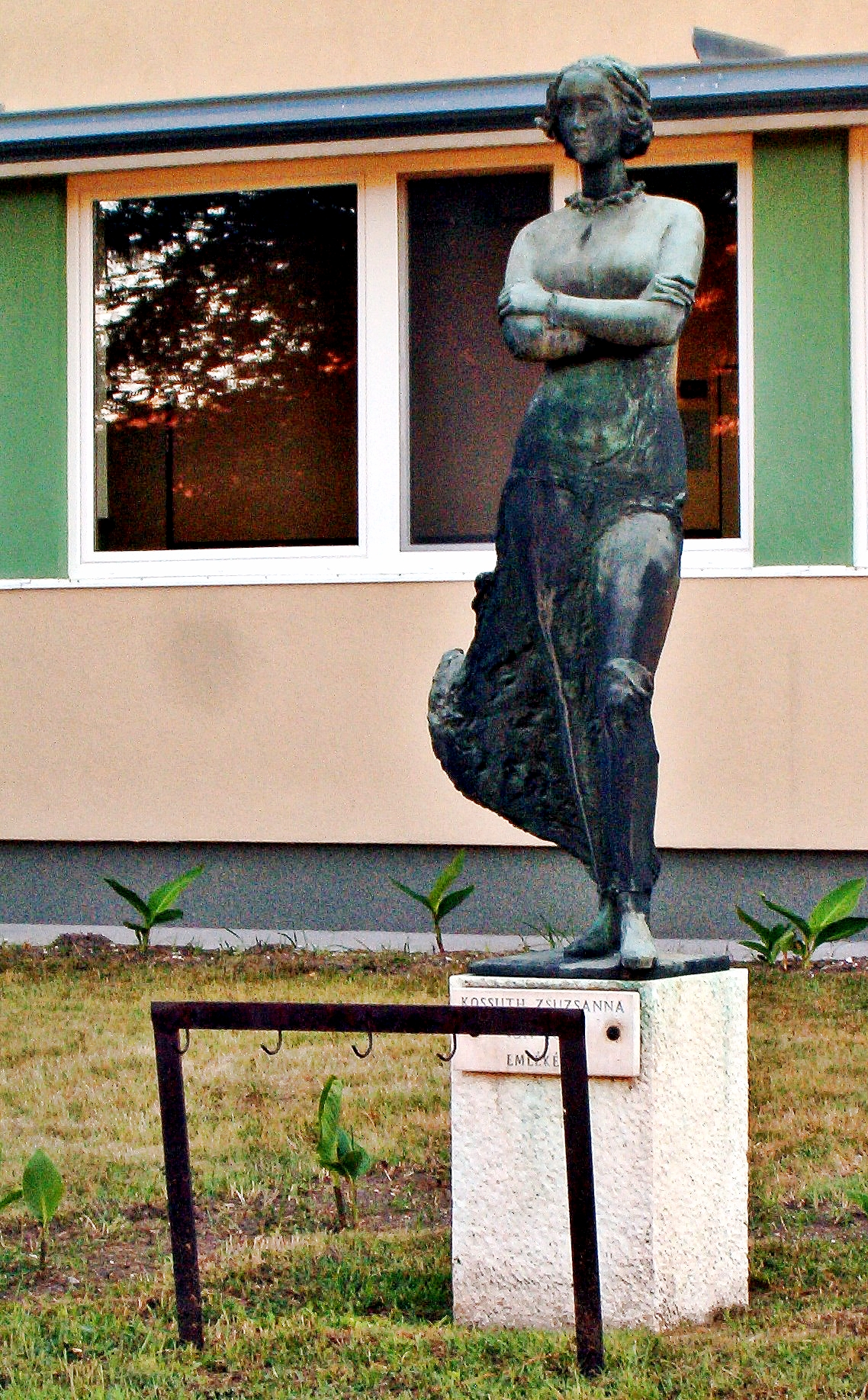
Статуя Жужанны Кошут в городе Шарбоград

Родилась 19 февраля 1817 в городе Шаторальяуйхей. Она была младшей сестрой Лайоша Кошута, государственного деятеля и лидера Революции 1848 года.
Брат и сестра Кошут работали вместе в период пандемии холеры 1831 года в Верхней Венгрии (сейчас — Словакия). Они навещали пациентов на карантине. Именно тогда Жужанна получила навыки сестринского дела, столь необходимые ей позже.
В 1841 году она вышла замуж за Рудольфа Месленьи (Rudolf Meszlényi). Она и её супруг были членами Союза защиты Лайоша Кошута. Овдовела в начале 1848 года, накануне рождения третьего ребёнка.
После реорганизации военно-медицинской службы под началом Ференца Флора её брат Лайош Кошут в апреле 1849 года назначил Жужанну старшей медсестрой всех военных госпиталей Венгрии. На неё возложили ответственность за организацию всей медицинской военной системы в Венгрии, и она основала 72 военных госпиталя. Она также разослала призыв от 23 апреля к женщинам стать медицинскими сёстрами на добровольных началах и организовала работу медсестёр-волонтёров. Таким образом, она была основательницей современного сестринского дела, за 5-6 лет до того, как Флоренс Найтингейл начала такую же деятельность во время Крымской войны.
После подавления Венгерского восстания австрийцы арестовали её. Она была освобождена, но подверглась преследованиям со стороны властей. Жужанна Кошут под видом знатной дамы проникла в Комарненскую крепость и встретилась в камере с чешскими политическими заключёнными. Об этом вспоминал впоследствии радикальный демократ, поэт, публицист и политический деятель Йозеф Вацлав Фрич. Когда она была арестована во второй раз в 1851 году, вмешались американцы и добились её освобождения при условии, что она никогда не вернется в Венгрию. После этого она эмигрировала в США. Она умерла в Нью-Йорке 29 июня 1854 года в возрасте 37 лет от болезни легких.

## Память
В 1989 году Венгерская почта выпустила почтовую марку с изображением Жужанны Кошут с номиналом в 5 форинтов. Автором дизайна выступил Андраш Суньоги.
В 2017 году, к 200-летию со дня рождения Жужанны Кошут были выпущены памятные монеты венгерского форинта. Автором дизайна выступила художница Ильдико Эрёш (Erőss Ildikó), которая изобразила военный госпиталь на аверсе и портрет Жужанны Кошут на реверсе.